# إيسبوس (نيويورك)
إيسبوس (بالإنجليزية: Esopus, New York) هي بلدة أمريكية تقع في الولايات المتحدة في مقاطعة أولستر، نيويورك. يقدر عدد سكانها بـ 9,041 نسمة ومساحتها 108.5 كم2 وترتفع عن سطح البحر 198 متر.

## أعلام
- إدوارد جون هاربر